# Chelonus blackburni
Chelonus blackburni är en stekelart som beskrevs av Cameron 1886. Chelonus blackburni ingår i släktet Chelonus och familjen bracksteklar. Inga underarter finns listade i Catalogue of Life.